# Aleksei Glușkov
Aleksei Glușkov (n. 9 martie 1975, Moscova, RSFS Rusă, URSS) este un luptător ce a reprezentat Rusia, medaliat olimpic. A participat la o ediție a Jocurilor Olimpice (2000) în care a câștigat o medalie de bronz.

## Participări
Lista de mai jos prezintă principalele competiții la care a participat Aleksei Glușkov de-a lungul carierei.
- wrestling at the 2000 Summer Olympics – men's Greco-Roman 69 kg[*]